# Max Danz
Max Danz (* 6. September 1908 in Kassel; † 20. Juni 2000 ebenda) war ein deutscher Internist und Sportfunktionär. 1949 war er Mitbegründer und zugleich erster Vorsitzender des Deutschen Leichtathletik-Verbandes, ab 1970 dessen Ehrenvorsitzender. Für seine Verdienste wurde er mit dem Großen Bundesverdienstkreuz mit Stern und Schulterband ausgezeichnet.

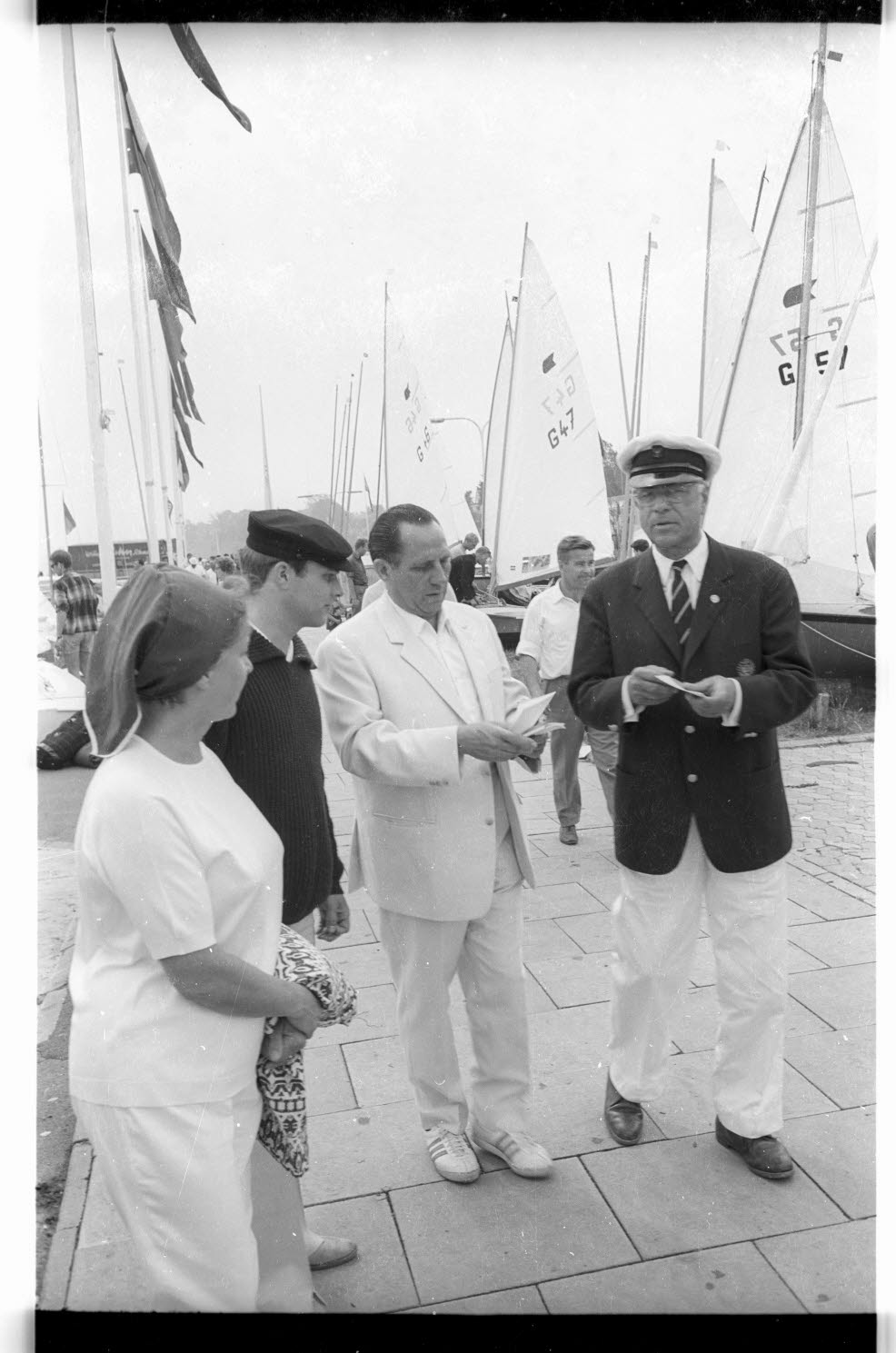
Max Danz 2. v. re. im weißen Anzug

## Leben

### Sportliche Laufbahn
In den 1920er Jahren war Max Danz Mitglied in einer Turnerbewegung. Erst war Danz Mitglied im TG Kassel und später von Hessen Kassel. Bereits in dieser Zeit zählte er zu den besten Läufern über 400 und 800 Meter. 1930 nahm er an den Universitätsfestspielen teil und wurde über 800 Meter Dritter. 1931 nahm er an den deutschen Meisterschaften teil und gewann auf der 3-mal-1000-Meter-Strecke. 1932 nahm er an den Olympischen Spielen teil. Im November 1933 trat Danz in die SS ein (SS-Nummer 144.085), wurde jedoch bereits im September 1934 wegen „moralischer Minderwertigkeit“ wieder entlassen. Am 12. November 1937 beantragte er die Aufnahme in die NSDAP und wurde rückwirkend zum 1. Mai desselben Jahres aufgenommen (Mitgliedsnummer 5.917.387). Aufgrund eines Achillessehnenenrisses beendete er seine aktive sportliche Karriere 1934.

### Karriere als Mediziner
Zwischen 1930 und 1936 studierte Danz Medizin an den Universitäten in Berlin und Marburg. Nach seinem Medizinstudium wurde er 1937 zum Dr. med. promoviert. Er war evangelisch und heiratete Elisabeth Prinz. Da er aus seinen Verpflichtungen gegenüber der Wehrmacht 1937 „wegen mangelnder Eignung“ entlassen wurde, arbeitete er zunächst in verschiedenen Berliner Krankenhäusern (zuletzt als Internist und Oberarzt), dann machte er sich 1941 mit einer internistischen Arztpraxis am Kurfürstendamm selbständig. Gegen Ende des Zweiten Weltkrieges wurde Danz von der Wehrmacht eingezogen und arbeitete in Hessen in Lazaretten. Hier kam er in amerikanische Kriegsgefangenschaft, aus der er nach drei Monaten im Herbst 1945 entlassen wurde. Er kehrte nach Kassel zurück und eröffnete dort eine eigene Praxis als Internist im unzerstörten Elternhaus.

### Laufbahn als Sportfunktionär
Früh entnazifiziert, war Danz eine der treibenden Kräfte im Sport Kassels, wo er sich als Abteilungsleiter Fußball und in der Leichtathletikabteilung des KSV Hessen Kassel einen Namen machte. 1946 war er einer der Mitinitiatoren des neu entstehenden hessischen Leichtathletikverbandes. Kristina Jost-Hardt konnte in ihrer Dissertation zeigen, dass er gezielt am Wiederaufbau der deutschen Leichtathletik als einheitlichen Verband arbeitete. Als kurz vor der Wiedergründung in den Westzonen der letzte Präsident (bis 1945) Karl von Halt aus einem sowjetischen Internierungslager zurückkehrte, schob er diesen auf den bedeutungslosen Posten des Ehrenpräsidenten ab, um selbst den geplanten Vorsitz nicht aufgeben zu müssen. 1949 war er Mitbegründer des Deutschen Leichtathletik-Verbandes und wurde zugleich dessen Vorsitzender bis 1970. Danz setzte sich dafür ein, dass Deutschland nach dem Krieg wieder in den Internaltionalen Leichtathletikverband (IAAF) aufgenommen wurde. Er war Präsidialmitglied des Deutschen Sportbundes und des Internationalen Leichtathletikverbandes. Zwischen 1952 und 1976 war er der Delegationsleiter der deutschen Olympiamannschaft. Danz war zudem Vizepräsident des Nationalen Olympischen Komitees.
1952 wurde er Mitglied im Europakomitee des IAAF und 1981 dessen Ehren-Vizepräsident. Aus dieser Vereinigung ging 1970 die European Athletic Association hervor. Im selben Jahr wurde er Ehrenvorsitzender des Deutschen Leichtathletik-Verbande. Danz hat durch Verhandlungen mit der DDR dazu beigetragen, dass in den Jahren 1956, 1960 und 1964, sowie bei den Europameisterschaften von 1958 und 1962 Deutschland mit einer gemeinsamen Mannschaft antrat. Nach dem Boykott bei den Europameisterschaften 1969 kandidierte Danz 1970 nicht mehr als DLV-Vorsitzender und wurde zum Ehrenpräsidenten ernannt.

## Tod
Max Danz lebte in seiner Geburtsstadt Kassel und starb dort am 20. Juni 2000 im Alter von 91 Jahren.

## Auszeichnungen
Max Danz erhielt insgesamt 24 verschiedene Ehrungen, darunter den Olympischen Orden und das Große Bundesverdienstkreuz (1967) mit Stern (1973) und Schulterband (1989). 1976 erhielt er den Dr. Hans-Heinrich Sievert-Preis. Des Weiteren wurde er 1989 zum Ehrenbürger von Kassel.

## Kritische Würdigung
Ob seiner Verdienste hatte die Stadt Kassel im Jahr 2011 angedacht, den bisher namenlosen Platz vor dem Auestadion Max-Danz-Platz zu benennen. Der dazu befragte Ortsbeirat lehnte dieses Ansinnen wegen Danz’ undurchsichtiger NS-Vergangenheit ab. Danz war NSDAP-Mitglied gewesen und nach 1945 lenkte er die Geschicke des olympischen Sports in der Bundesrepublik gemeinsam mit ehemaligen hohen Sportfunktionären des Dritten Reichs. Dazu gehörten u. a. Karl Ritter von Halt, ehemaliges Mitglied des Freundeskreises Reichsführer SS, sowie Adolf Friedrich zu Mecklenburg, der letzte Reichssportführer des Hitlerregimes. Über Halt konnte er auch lange nach 1945 nur anmerken, dass er jenen „nie als Propagandisten für den Nationalsozialismus“ erlebt habe. Als Südafrika von den Olympischen Spielen in Tokio 1964 und Mexiko 1968 wegen seiner Forderung nach Rassentrennung mit den sogenannten Südafrikanischen Spielen 1969 reagierte, begründete Danz die Teilnahme Deutschlands an diesen Spielen mit den Worten: Uns verbindet eine alte Freundschaft mit Südafrika. Auf welcher Basis diese Freundschaft gründete, ließ Danz bereits im Jahr 1959 auf einer Südafrika-Tournee verlautbaren:
„Die Rassentrennung wird im Ausland vielfach mißverstanden. Apartheid ist notwendig, weil die Weißen in der Minderheit sind und weil sie die Verantwortung für die Entwicklung des Landes tragen.“
Nach dem Anabolika-Missbrauch zahlreicher westdeutscher Athleten während der Olympischen Spiele 1968 in Mexiko-Stadt bekannte er, dass Anabolika nicht schädlich seien und lediglich den Organismus stimulierten. Diese Äußerung hatte die deutsche Diskuswerferin und Kugelstoßerin Brigitte Berendonk nach den Olympischen Spielen zu einem kritischen Artikel über den verbreiteten Anabolikamissbrauch (Doping) in der Zeitung Die Zeit bewogen.